# 萬代峰子

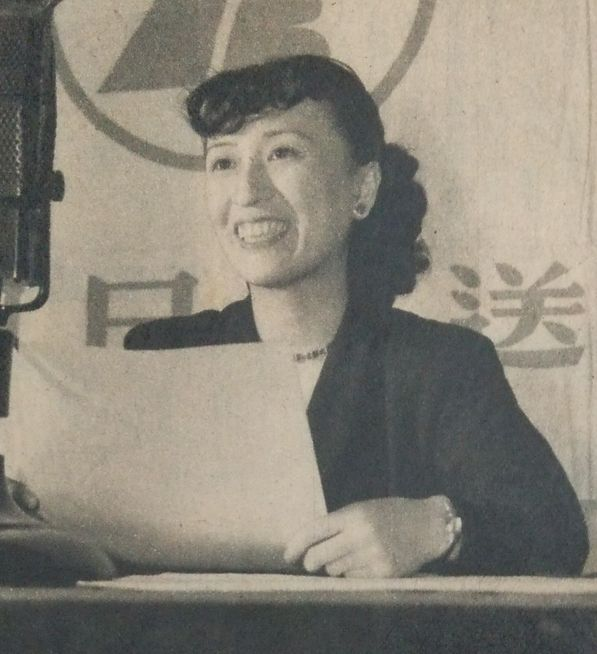
1952年

萬代 峰子（よろずよ みねこ、1919年〈大正8年〉6月28日。 - 没年不明）は、日本の女優。本名は、石川貴美。(石川貴美子とも。福岡県福岡市出身。芸名は萬代峯子、万代峰子、万代峯子とも表記される。愛称は「イシカワさん」。趣味は読書で、体重は11貫200匁。
福岡県立福岡高等女学校（現・福岡県立福岡中央高等学校）を卒業後、宝塚少女歌劇団（現・宝塚歌劇団）に入団。宝塚歌劇団25期生。宝塚一番の泣き虫とされた宝塚歌劇団を退団後は東宝劇団や新春座に所属。主に映画、舞台、テレビドラマなどで脇役として活躍する。第9回芸術祭賞奨励賞受賞。芸名は古今集から父がつけた。
一般社団法人映像コンテンツ権利処理機構においては不明権利者とされている。

## 出演

### 映画
- あさぎり軍歌（1943年）
- 一番美しく（1944年）
- 幽霊暁に死す（1948年）
- 鉄腕涙あり（1953年）
- 夫婦善哉（1955年）
- 夜の河（1956年）
- 猫と庄造と二人のをんな（1956年）
- 運ちゃん物語（1956年）
- 霧の音（1956年）
- 金語楼純情日記 珍遊侠伝（1957年）
- 大阪物語（1957年）
- 美貌の都（1957年）
- 雪国（1957年）
- 怪談色ざんげ 狂恋女師匠（1957年）
- 夕凪（1957年）
- 太夫さんより 女体は哀しく（1957年）
- 口から出まかせ（1958年）
- 草笛の丘（1958年）
- 別れの波止場（1958年）
- 若き日の信長（1959年）
- 孔雀城の花嫁（1959年）
- がんばれ! 盤嶽（1960年）
- 雁の寺（1962年）
- ある大阪の女（1962年）
- 放浪記（1962年）
- 風流温泉 番頭日記（1962年）
- 台所太平記（1963年）
- 若い仲間たち うちら祇園の舞妓はん（1963年）
- 残月大川流し（1963年）
- 現代紳士野郎（1964年）
- 大工太平記（1965年）
- 日本女侠伝 鉄火芸者（1970年）
- ミスター・ベースボール（1992年）

### 舞台
- 伊達の十郎左
- 湯島の白梅
- 京都木屋町開花亭
- 春やん恋しぐれ
- 春琴抄
- 静御前
- 舞化粧
- 天涯の花-1999年版[8]

### テレビドラマ
- 細雪（1957年、NTV）
- 松本清張シリーズ・黒い断層 「蒼い描点」「草」（1960年・1961年、KR）
- 大奥（1968年、KTV）
- 銭形平次 （CX）
  - 第113話「親子雲」（1968年）
  - 第222話「牢奉行失踪」（1970年）
- 東芝日曜劇場
  - 続・女と味噌汁（1965年、TBS） - 久保田剛一の母 役
  - 第645話 女と味噌汁その13（1969年、TBS） - 向井行助の母 役
  - 夢のながれ（1976年10月17日、CBC） - 波多野けい 役
- 黒部の太陽 第3話（1969年、NTV）
- 素浪人 花山大吉 第69話「天国のおふくろが笑っていた」（1970年、NET）
- 大坂城の女（1970年、KTV）
- 徳川おんな絵巻 第7話「お妾拝領仕る」・第8話「嫁地獄」　（1970年、KTV）
- ありがとう 第2シリーズ 第28話（1972年8月3日、TBS） - 島信子 役
- 雪姫隠密道中記 第26話「悲願叶った日本晴れ」（1980年、MBS）
- 裸の大将放浪記 第5話「人の口は恐ろしいので」（1981年、KTV） - はる乃
- 水戸黄門（TBS / C.A.L）
  - 第12部 第22話「秘伝の薬で悪退治・富山」（1982年1月25日） - おせい
  - 第13部 第16話「死を賭けた裏切り - 鳥取 -」（1983年1月31日） - 岡村ふさ
  - 第14部 第18話「人情紅花夫婦染 -米沢-」（1984年2月27日） - お政
  - 第15部 第10話「嫁が支えた唐津焼 -唐津-」（1985年4月1日） - 村田政代
  - 第16部 第13話「想い叶えた愛の組紐 -膳所-」（1986年7月21日） - とね
  - 第18部 第16話「嫁が救った唐津焼 -唐津-」（1988年12月26日） - おちか
  - 第19部 第4話「大望隠した離縁状 -三春-」（1989年10月16日） - 常
  - 第20部 第44話「涙で染めた紅花紬 -山形-」（1991年9月9日） - ふさ
  - 第23部 第6話「姥捨は鬼の仕業 -小諸-」（1994年9月5日） - おりん
- 宮本武蔵（1984年　- 1985年、NHK）
- 木曜ゴールデンドラマ / 嫁と姑の隣人戦争II（1985年、YTV）
- 大岡越前 第11部 第10話「相合傘の出逢い」（1990年6月25日、TBS / C.A.L） - 菊
- 土曜ワイド劇場 / 棟居刑事の復讐（1996年、ANB）